# Suctobelbella opistodentata
Suctobelbella opistodentata är en kvalsterart som först beskrevs av Golosova 1970.  Suctobelbella opistodentata ingår i släktet Suctobelbella och familjen Suctobelbidae. Inga underarter finns listade i Catalogue of Life.